# Tauras
Tauras — пивоварня, основанная в 1860 году в городе Вильнюсе. В 2001 году была приобретена компанией Royal Unibrew. На данный момент входит в Kalnapilis-tauras Group.
На момент закрытия пивоварни производственная мощность составляла 2,04 миллиона декалитров пива в год.

## История

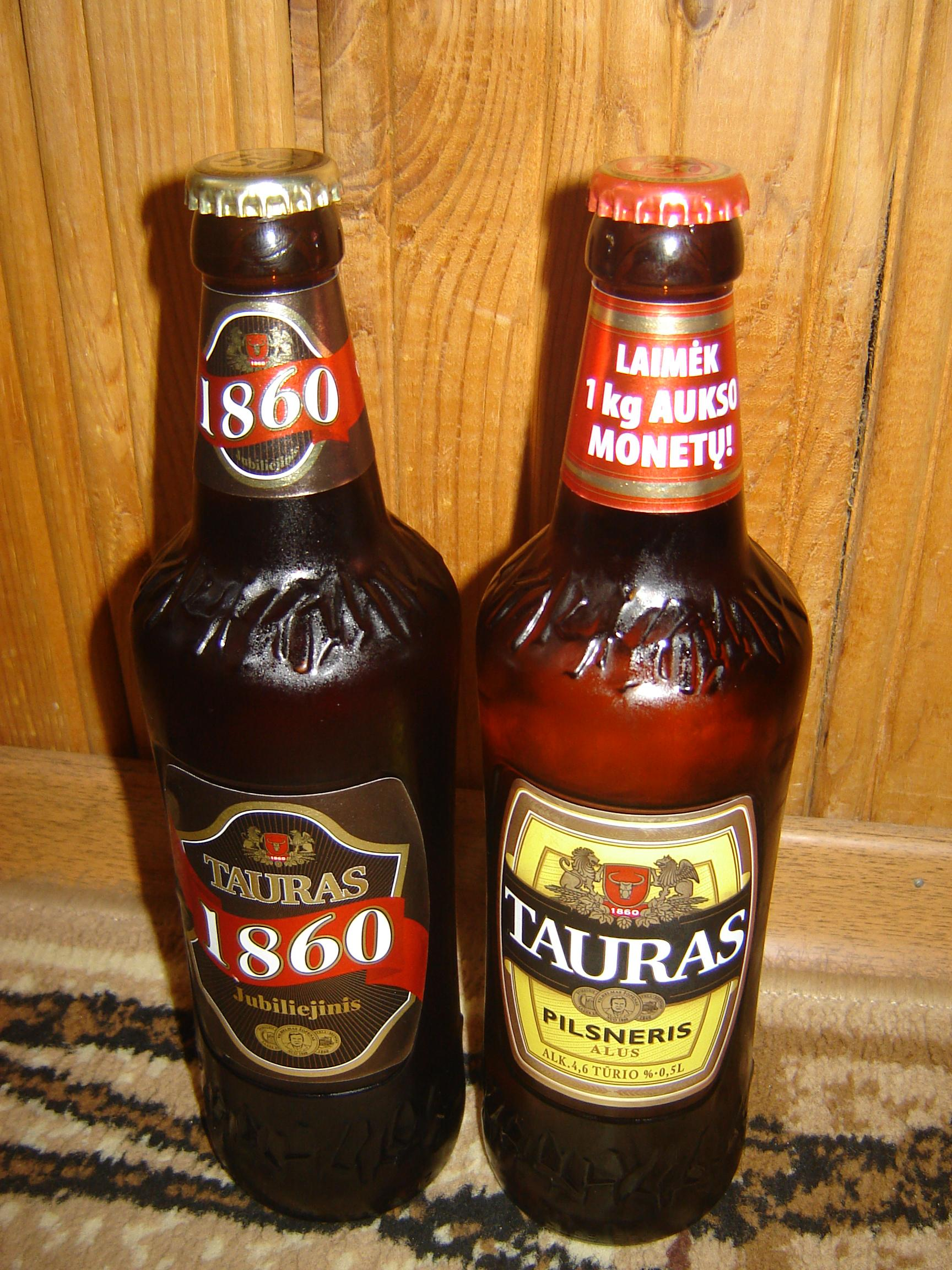
Бутылка пива «Tauras»

Пивоварня была основана в 1860 году местными предпринимателями Абелем Соловейчиком и Исер Бергом на окраине литовского города Вильнюса, территории которого на тот момент времени принадлежали Российской империи. С 1860-го года пивоварня стала известна как Пивоварня Шопена, Вильгельма Шопена, по имени одного из совладельцев заведения в то время. Предприятие быстро развивалось, и уже к 1890-у году насчитывало более 50 сотрудников, а общая производственная сила составила 300 тысяч вёдер пива, что соответствует приблизительно 12,3 литрам[уточнить]. Стоит отметить, что в XIX веке в Российской империи использовалась так называемая русская система мер, а количество пива и водки измерялось в 1 водочной (пивной) бутылке. В 1897 году пивоварню купил другой предприниматель, Мордух Эпштейн, который объединил эту пивоварню со своим собственным предприятием, создав после этого акционерное общество. В начале XX века была проведена модернизация производственных мощностей двух предприятий, что позволило пиву под торговой маркой «Шопен» (пол. Szopen) захватить около половины местного рынка этого напитка. Новая компания имела бюджет в размере 500 тысяч рублей и около 250 рабочих. Эпштейн очень значительно технически модернизировал пивоваренный завод, и к 1909 году на предприятии было четыре электрических двигателя и один дизельный. Этот дизельный двигатель был настоящей новинкой XX века в Европе. Ежегодное производство до Первой мировой войны достигало 800 тысяч вёдер, то есть почти 10 000 гектолитров.
После окончания войны предприятие испытывало большие трудности, но, несмотря на это, активно продолжало расти и отправлять своё пиво в разные города Польши. Были открыты новые агентства в Варшаве, Лиде, Львове и других городах. В 1920-х годах бизнес имел серьёзные финансовые проблемы в связи с Великой депрессией, но объём производственной мощности продолжал неуклонно расти и в начале 1930-х годов достиг 30 000 гектолитров. Но глобальный экономический кризис также сыграл пользу пивоварне, так как обанкротились некоторые её конкуренты, например, Парчевская пивоварня, которая входила в список пятнадцати крупнейших пивоваренных заводов Польши.
После немецкого, а затем советского вторжения в Польшу в 1939 году, город Вильнюс вошёл в территорию Литвы. В 1940 году компания в связи с так называемой литвинизацией была переименована в «Šopen». В том же году Литва вошла в состав СССР, а пивоварня, как и многие другие подобные компании были национализированы. В 1945 году после окончания Второй мировой войны пивоварня открылась под своим прежним наименованием «Tauras».
В 2001 году пивоварня «Tauras» вошла в состав литовского пивоваренного завода «Kalnapilis», а именно в его дочернее подразделение «Kalnapilio-Tauro grupė». В 2006 году было решено остановить производство пива в Вильнюсе и перенести его в Паневежис на пивоварню «Kalnapilis».

## Продукция
До закрытия в 2005 году в ней производилась следующая алкогольная продукция:
- Tauras 1860 Jubiliejinis — светлое пиво с 5,6%-ным содержанием алкоголя;
- Tauras Ekstra — светлое пиво с 5,2%-ным содержанием алкоголя;
- Tauras Pilsneris — пиво с 4,6%-ным содержанием алкоголя;
- Tauras su Medumi — крепкое светлое пиво с мёдом и 8,2%-ным содержанием алкоголя;
- Tauras Brandusis — крепкое светлое пиво с 8,0%-ным содержанием алкоголя;
- Tauras Tradicinis — светлое пиво с 6,0%-ным содержанием алкоголя;
- Tauras Taurusis — светлое пиво с 5,2%-ным содержанием алкоголя;
- Tauras Lietuviškas — светлое пиво с содержанием алкоголя 5,0 %. Выпускается с мая 2007 года.